# ちびっこトリオクイズ
『ちびっこトリオクイズ』は、1966年10月1日から1967年9月30日までフジテレビ系列局で放送されていたフジテレビ製作のクイズ番組である。玩具メーカー・国際貿易の一社提供。全53回（後述の年末特別番組を含む）。放送時間は毎週土曜 18:15 - 18:45 （日本標準時）。

## 概要
スタジオでの公開形式で行われていた視聴者参加型番組で、毎回小学生以下の子供たちが3人1組のチームを組んで出場していた。出場チームは毎回3組。クイズの内容は、第1問が「まじめクイズ」、第2問が「いじわるクイズ」、第3問が「とんちクイズ」、第4問が自由課題、そして第5問は審査員たちがゲスト出演者に問題を出す「脱線ゲーム」。

## 出演者

### 司会
- 古今亭志ん馬 (6代目) - 初代司会。
- 長沢純 - 2代目司会。

### ホステス
- 矢島清子

### 審査員（出題者）
- 佐野光津男（当時現代こどもセンター所属） - 「まじめクイズ」担当。
- 中村メイコ - 「いじわるクイズ」担当。
- 服部公一 - 「とんちクイズ」担当。

### ゲスト
- 曽我町子 - 第1回ゲスト。
- 梓みちよ
- キューティ・Q
- 鈴木やすし
- 藤山寛美
- 砂川啓介
- 松島トモ子
- 天地総子
- 太田博之
- ダークダックス
- 畠山みどり
- 奥村チヨ
- 木ノ実ナナ

- ボニージャックス
- 種とも子
- 尾藤イサオ
- 伊東ゆかり
- 水前寺清子
- 加藤登紀子
- 弘田三枝子
- 山本リンダ
- 楠トシエ
- 石川進
- 初代林家三平 - 最終回ゲスト。
- ほか

## 年末特別番組
1966年12月31日（土曜）には、本番組の特別版を含む年末特別番組『1966年さよならちびっこ大放送』が放送された。17:15から18:45まで放送の2部構成の特別番組で、まず第1部で「ちびっこ紅白歌合戦」という企画を行った後、第2部で本番組の特別版を放送した。